# 阿基亞區

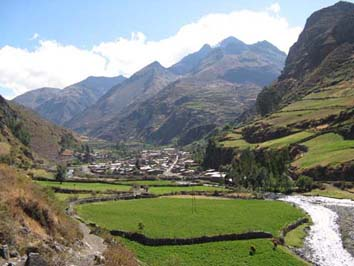

阿基亞區（西班牙語：Distrito de Aquia），是秘魯的一個區，位於該國北部安卡什大區的博洛涅西省，始建於1857年1月2日，面積434.6平方公里，海拔高度3,337米，2005年人口2,836，人口密度為每平方公里6.5人。